# Movimento Popular para a Salvação de Azauade

Bandeira do grupo.

Movimento Popular pela Salvação de Azauade (em francês:  Mouvement populaire pour le salut de l'Azawad, MPSA) é um grupo armado ativo no norte do Mali, surgido em 26 de agosto de 2014 de uma cisão no Movimento Árabe de Azauade.

## Criação
O grupo foi criado em 26 de agosto de 2014, durante as negociações de Argel entre o governo do Mali e os grupos armados rebeldes no norte do Mali. A participação desse movimento na segunda fase das negociações é finalmente aceita pelos demais grupos.

## Ideologia e objetivos
O grupo afirma reconhecer a bandeira maliana, apresenta-se como um movimento de caráter nacional politicamente e não como um grupo armado tribal. O MPSA também afirma não ser um grupo separatista e não deseja a partição do Mali. Reivindica, no entanto, a autodeterminação de Azauade.

## Efetivos
Em julho de 2015, de acordo com Baba Ahmed, jornalista do Jeune Afrique, o MPSA possuía 300 combatentes.

## Afiliações
Em 11 de novembro de 2017, o MPSA e outros grupos formaram a Coordination des mouvements de l’entente (CME). 